# Kate Atkinson
Kate Atkinson (York, 20 dicembre 1951) è una scrittrice britannica, vincitrice di 3 Costa Book Awards (1995, 2013 e 2015), che attualmente vive ad Edimburgo.

## Biografia
Studentessa di Letteratura britannica presso la University of Dundee (Scozia), ha ricevuto la laurea magistrale nel 1974. Dopo essersi sposata, ha avuto il primo figlio, Eve, nel 1975, continuando comunque a studiare per il dottorato in Letteratura statunitense. Ha lavorato come segretaria in uno studio legale ed è poi stata anche insegnante nella cittadina di Whitby, nello Yorkshire.
Ha esordito con il romanzo Dietro le quinte al museo (Behind the Scenes at the Museum) nel 1995, vincendo nello stesso anno il prestigioso Costa Book Awards. Il romanzo ha superato le opere di due scrittori già affermati: The Moor's Last Sigh di Salman Rushdie e la biografia di William Ewart Gladstone scritta da Roy Jenkins.
Autrice di racconti, a volte di stampo comico altre più satirico, le sue tematiche preferite sono la vita mondana e la magia che in essa entra, avviando così la crescita del protagonista, di solito una persona sola, isolata. Con la Atkinson non è sbagliato, quindi, parlare di Realismo magico. A volte si cimenta anche come scrittrice di gialli e polizieschi.

## Elenco delle opere
- Dietro le quinte al museo (Behind the Scenes at the Museum, 1995), trad. di Margherita Giacobino, Frassinelli, 1997, ISBN 88-7684-466-X
- Lontana dal mio giardino (Human Croquet, 1997), trad. di Maria Teresa Marenco, Frassinelli, 2001, ISBN 88-7684-623-9
- Emotionally Weird (2000)
- Not the End of the World (2002)
- Vita dopo vita (Life after life, 2013), trad. di Alessandro Storti, Editrice Nord, 2014, ISBN 978-88-429-2385-5
- Un dio in rovina (A God in ruins, 2014), trad. di Alessandro Storti, Editrice Nord, 2016, ISBN 978-88-429-2783-9
- Una ragazza riservata (Transcription, 2018), trad. di Alessandro Storti,, Editrice Nord, 2019,  ISBN 978-88-429-3224-6
- Il regno della notte (Shrines of Gajety, 2022) trad. di Alessandro Storti, Ed. Nord

### Jackson Brodie
- I casi dimenticati (Case Histories) (2004), trad. di Ada Arduini, Einaudi, 2007, ISBN 978-88-06-18575-6
- Un colpo di fortuna (One Good Turn, 2006), trad. di Ada Arduini, Einaudi, 2009, ISBN 978-88-06-18874-0
- Aspettando buone notizie (When Will There Be Good News?, 2008), trad. di Ada Arduini, Marsilio, 2015, ISBN 978-88-317-2035-9
- Tutti i bambini perduti (Started Early, Took My Dog, 2010), trad. di Ada Arduini, Marsilio, 2017 ISBN 9788831723695
- Il cerchio magico (Big Sky, 2019), trad. di Ada Arduini, Marsilio, 2022,  ISBN 9788829708468